# Joachim Ladler
Joachim Ladler (* 29. August 1975 in Bad Radkersburg) ist ein österreichischer Extremsportler. Er lebt in Graz.

## Sportliche Karriere
Ladler sammelte von 1990 bis 2000 Erfahrung im Radrennsport; 1999 beendete er die Kroatien-Rundfahrt auf dem dritten Gesamtrang.
2010 bestritt Ladler sein erstes Zwölf-Stunden-Rennen in Hitzendorf und wurde Zweiter hinter dem  Slowenen Marko Baloh. 2011 gewann er sein erstes 24-Stunden-Rennen in Kaindorf. Im Race Around Slovenia 2012 schaffte er als Sechster die Qualifikation für das Race Across America. Im selben Jahr schied er beim Race Around Austria (2200 Kilometer; 28.000 Höhenmeter) 150 Kilometer vor dem Ziel durch einen  Unfall aus.  Drei Wochen später entschied er das 24-Stunden-Rennen in Hitzendorf für sich. 2013 erreichte er in Slowenien einen zweiten Platz und gewann vier Wochen später den Glocknerman und somit die Ultraradmarathon-Weltmeisterschaft. Seinen größten Erfolg feierte er im August 2013 mit dem Sieg beim Race Around Austria. Er fuhr die 2200 Kilometer und 28.000 Höhenmeter mit einem neuen Streckenrekord von 93 Stunden und 5 Minuten.

## Erfolge
2011
- 24-Stunden-Rennen Kaindorf

2012
- 24-Stunden-Rennen Hitzendorf

2013
- Glocknerman Ultraradmarathon Weltmeister
- Race Around Austria
- 24-Stunden-Rennen Hitzendorf (Streckenrekord 804 km)